# Asplenium ecuadorense
Asplenium ecuadorense är en svartbräkenväxtart som beskrevs av Robert G. Stolze. Asplenium ecuadorense ingår i släktet Asplenium och familjen Aspleniaceae. Inga underarter finns listade.